# Мотузка Олександр Миколайович
Мотузка Олександр Миколайович (18 вересня 1944, с. Старокозаче, Білгород-Дністровський район, Одеська область, УРСР — 14 грудня 2020, м. Борисов, Борисовський район, Мінська область, Республіка Білорусь) — відомий науковець. Кандидат географічних наук, автор 230 наукових та навчально-методичних публікацій(9 монографій, 2 навчальних посібника, 24 наукових публікацій). Член Міжнародної комісії з стратиграфії і кореляціям четвертинних відкладень у рамках INQUA.

## Життєпис
Народився Олександр Миколайович 18 вересня 1944 року у селі Старокозаче Одеської області. 1962 року почав навчання на Географічному факультеті Московського державного університету, який 1967 року скінчив з відзнакою по спеціальності «Фізична географія, геоморфологія, палеогеографія». У 1970 році закінчив аспірантуру і представив дисертацію. У лютому 1971 року захистив кандидатську працю на тему «Фауна ссавців верхнього пліоцену, нижнього і початку середнього плейстоцену позальодовикової області Західного Сибіру і її палеогеографічне значення». 1971 року почав працювати на історико-географічному факультеті Мордовського державного університету, з якого пішов у 1974 році і перевівся на географічний факультет Білоруського державного університету. У 1982 р. отримав звання доцента. З 1982 до 1998 рік працював секретарем Наукової ради географічного факультету БДУ.

## Цікаві факти
Олександр Миколайович є одним із першовідкривачів корчевського міжльодовикового періоду Білорусі.